# Omissione (liturgia)
L'omissione è la quarta e ultima categoria di peccati per cui si chiede perdono e preghiera del Confiteor. Questa categoria di peccato è stata inserita solo dopo la più recente riforma della Messa, mentre in precedenza il mea culpa si limitava a "pensieri, parole e opere".
Così come in giurisprudenza è stata riconosciuta l'esistenza di reati omissivi, anche in filosofia e teologia morale o etica si è introdotto il concetto di peccato per mancato svolgimento di un determinato compito od obbligo di coscienza.